# Markus Böcskör
Markus Böcskör (1. listopada 1982.) je austrijski nogometaš.
Igra na položaju vratara. Rodom je iz mjesta Čajte, gradišćanski Hrvat.

## Igračka karijera
Prvotno je branio za gradišćanskog Zemaljskog ligaša "Novu Goru".

Od 2002. godine je igrao za  "SV Matrštofa".
Sezonu 2005/06. je proveo u stanci, zbog ozljede.

Koncem lipnja 2006. je bio potpisao jednogodišnji ugovor sa "SV Kapfenbergom". 
U srpnju 2007. je potpisao jednogodišnji ugovor za južnoafrički "Kaizer Chiefs". Njegovu dolasku je pokrenuo trener "Chiefsa", inače bivši trener njegova bivšeg kluba "SV Matrštofa", Muhsin Ertugral.

## Reprezentativna karijera
Već s 15 godina je branio za Austriju (postavu 16-godišnjaka).